# Batis margaritae
Bátis-de-margaret ou bátis-da-zâmbia (Batis margaritae) é uma espécie de ave da família Platysteiridae.
Pode ser encontrada nos seguintes países: Angola, República Democrática do Congo e Zâmbia.
Os seus habitats naturais são: florestas secas tropicais ou subtropicais.